# 岡本祥子
岡本 祥子（おかもと さちこ、本名：齋藤 祥子 - さいとう さちこ、1982年11月18日 - ）は、ラジオリポーター。TBSラジオの元TBS954情報キャスター（現在のTBSラジオキャスター）。神奈川県愛甲郡愛川町出身。

## 人物
2001年、神奈川県立厚木高等学校卒業。2005年、中央大学卒業。
趣味はプロ野球などのスポーツ観戦で、横浜ベイスターズファン。剣道2段の資格がある。
小学生時代からラジオ番組に「しょじょじのキツネ」のペンネームで投稿するようになり、その流れからお笑い鑑賞も好むようになる。好きなお笑い芸人は、小学生時代では爆笑問題、フォークダンスDE成子坂、中学生時代では海砂利水魚、高校生時代ではピーピングトム、パラシュート部隊、スパローズ、ベイビーズ（ヒロシが組んでいたコンビ）を挙げている。『ボキャブラ天国』（フジテレビ）を毎週のように視ていた高校生時代、特に2年生の当時は週に1回はお笑いライブを観に行くようになっていたという。同じく高校生時代の1999年10月10日、東京都渋谷区内のホールで行われた、高校生以下が出場者対象のライブに出場。演じたのはファッションセンターしまむらの店員に扮した一人コントだった。
しかし、その後はお笑いの舞台には立っていなかったが、2009年4月よりR-1ぐらんぷり出場を目指す目的で、TBSラジオの携帯サイトで「さてぃーの目指せ!ピン芸人への道!」を連載。そして、『R-1ぐらんぷり2010』において2010年1月10日に「さてぃー」の名前で出場、『美少女仮面ポワトリン』に扮したコントを演じた。以後、R-1ぐらんぷりには2011年以降も「さてぃー」で出場を続けている。
2008年5月、TBS954情報キャスター（現在のTBSラジオキャスター）に就任する。2012年4月16日放送のクラブ954内で、趣味である詩吟を深夜に音が割れるほどの大音量で披露したことで、『TBSラジオ珍プレー好プレー大賞2012』の大賞を受賞した。
2013年9月30日配信の「954キャスターメール」にて、出産のため同日付で954情報キャスターを卒業すると発表した。
2015年2月11日、TBSラジオ交通情報に埼玉県警担当キャスターとしてラジオ番組に復帰。2017年5月31日、第二子出産準備のためTBSラジオの交通情報キャスターを卒業。
2017年3月26日、日本ベビーサイン協会認定講師の資格を取得し、同年8月1日より居住地の東京都調布市内に教室を開設している。
2018年5月1日、調布FMの番組リポーターに就任し、同月8日より番組に出演している。

## 現在の出演番組
- 午後のカフェテラス（調布FM) - 街角レポート、毎週火曜日
- 午後のカフェテラス（調布FM) - パーソナリティ　毎週金曜日
- 世田谷通信・世田谷情報セレクト（エフエム世田谷）- リポーター
- せたがやスクール・クルーズ（エフエム世田谷）- リポーター

## 過去の出演番組
すべてTBSラジオ
- 森本毅郎・スタンバイ! - 「現場にアタック」担当
- 毒蝮三太夫のミュージックプレゼント - アシスタント
- クラブ954
- 土曜ワイドラジオTOKYO 永六輔その新世界 - 「乙女の笑顔でおじゃまします」担当
- 交通情報 - 神奈川県警・埼玉県警担当
- TBSニュース（ラジオ） - 不定期